# Виноградов Василь Васильович
Василь Васильович Виноградов (11 грудня 1876, Київ — 16 червня 1927) — український лікар, науковець, доктор медицини (1908), професор (1920).

## Біографія
Народився 11 грудня 1876 року в Києві. По закінченню з відзнакою в 1905 році Київського університету був обраний понадштатним ординатором при кафедрі професора Ф. Г. Яновського.
У 1909 році захистив дисертацію на тему «К вопросу о выделении воды почками», був обраний приват-доцентом Університету. З науковою метою проходив стажування за кордоном: вчився у професора Ромберга, Гіса, Моравица, Папенгейма, Крауса, Ейгорста. У 1913 році допущений до читання лекцій на кафедрі пропедевтики внутрішніх хвороб.
З початком першої світової війни, 14 грудня 1914 року, В. В. Виноградов був зачислений у резерв лікарів Київського окружного військово-медичного управління на театрі бойових дій, а 23 грудня відряджений в Київський військовий госпіталь. 25 березня 1915 був призначений молодшим ординатором госпіталю і одночасно йому було доручено завідувати 12-м терапевтичним відділенням госпіталю, де він залучав всі свої сили та вміння, про що можна судити за нагородами. Так, 1915 року він був удостоєний ордену Святого Станіслава 3-го ступеня, а в 1916 році  — ордена Святої Анни 3-го ступеня. У 1917 році, як військовий лікар відряджений в Кисловодськ для лікування поранених.
22 квітня 1918 року Василь Васильович звільнився з посади начальника 12-го терапевтичного відділення, що було пов'язано з пропозицією посади завідувача кафедри госпітальної терапевтичної клініки, на якій він працював з 1919 року і до самої смерті.

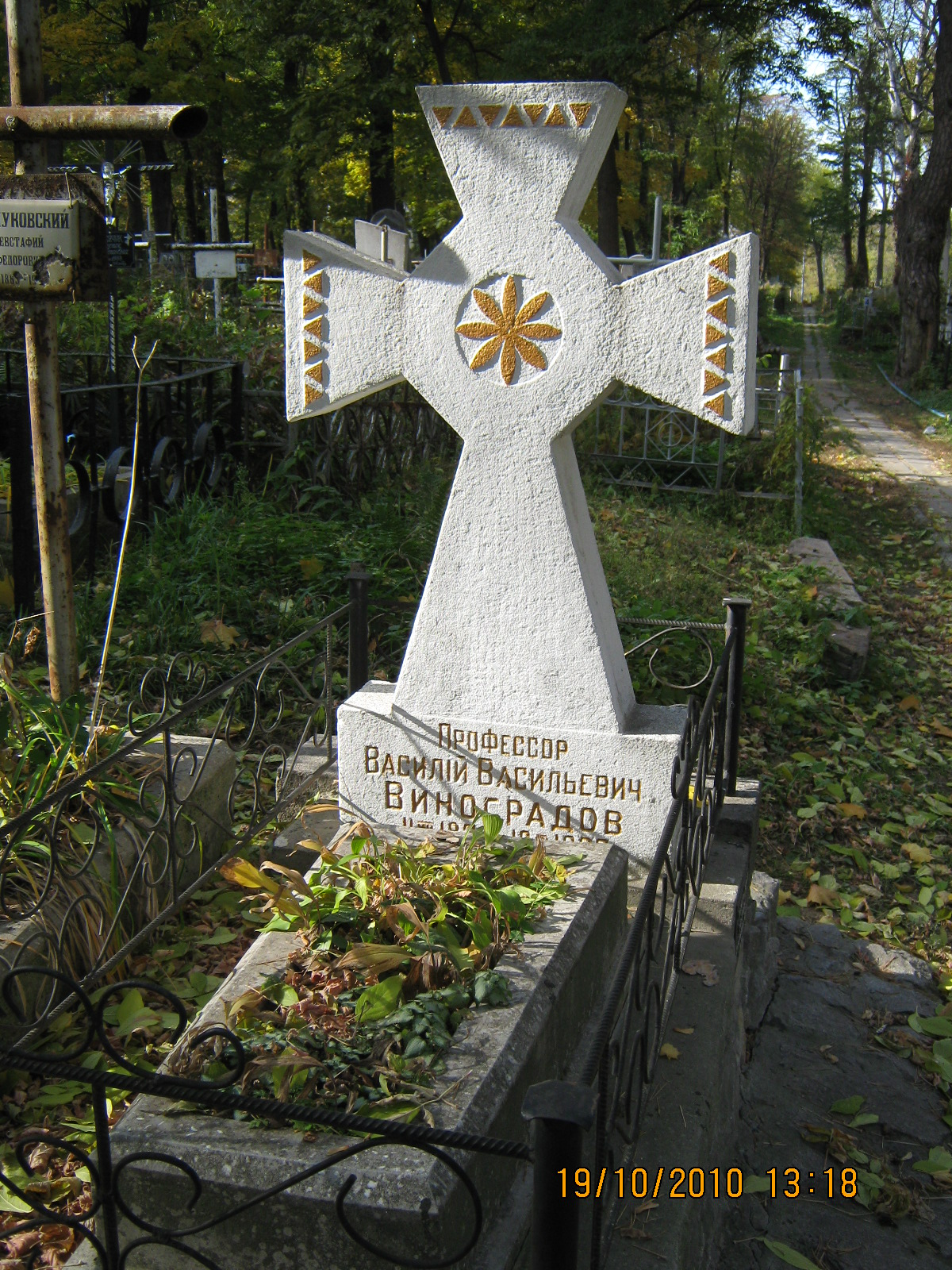
Могила Василя Виноградова

За добросовісну медичну працю одержував нагороди та стипендії військового відомства, зокрема за дослідження проблем інфекційно-токсичного шоку під час бойових дій. Відома школа Виноградова з хвороб крові.
Жив у Києві по вулиці Рейтарській, 18. Помер 16 червня 1927 року від сепсису (зараження крові). Похований у Києві на Лук'янівському цвинтарі (ділянка № 12, ряд 4, місце 1). Надгробок у вигляді георгіївського хреста; автор — скульптор В. Кричевський.

## Наукова діяльність
Особисто написав 33 наукові роботи, а в клініці за 7-ми річний період його керівництва, було підготовлено понад 60 наукових робіт.